# Climacoptera (plant)
Climacoptera is een geslacht uit de amarantenfamilie (Amaranthaceae). De soorten komen voor in de gematigde delen van Azië.

## Soorten
- Climacoptera afghanica Botsch.
- Climacoptera amblyostegia (Botsch.) Botsch.
- Climacoptera aralensis (Iljin) Botsch.
- Climacoptera botschantzevii U.P.Pratov
- Climacoptera bucharica (Iljin) Botsch.
- Climacoptera canescens (Moq.) G.L.Chu
- Climacoptera chorassanica U.P.Pratov
- Climacoptera crassa (M.Bieb.) Botsch.
- Climacoptera czelekenica U.P.Pratov
- Climacoptera ferganica (Drobow) Botsch.
- Climacoptera intricata (Iljin) Botsch.
- Climacoptera iranica U.P.Pratov
- Climacoptera iraqensis Botsch.
- Climacoptera kasakorum (Iljin) Botsch.
- Climacoptera khalisica Botsch.
- Climacoptera korshinskyi (Drobow) Botsch.
- Climacoptera lachnophylla (Iljin) Botsch.
- Climacoptera lanata (Pall.) Botsch.
- Climacoptera longipistillata Botsch.
- Climacoptera longistylosa (Iljin) Botsch.
- Climacoptera maimanica (Freitag) Akhani
- Climacoptera malyginii (Korovin ex Botsch.) Botsch.
- Climacoptera merkulowiczii (Zakirov) Botsch.
- Climacoptera minkvitziae (Korovin) Botsch.
- Climacoptera narynensis U.P.Pratov
- Climacoptera obtusifolia (Schrenk) Botsch.
- Climacoptera olgae (Iljin) Botsch.
- Climacoptera oxyphylla U.P.Pratov
- Climacoptera pjataevae U.P.Pratov
- Climacoptera ptiloptera U.P.Pratov
- Climacoptera subcrassa (Popov) Botsch.
- Climacoptera sukaczevii Botsch.
- Climacoptera susamyrica U.P.Pratov
- Climacoptera transoxana (Iljin) Botsch.
- Climacoptera turcomanica (Litv.) Botsch.
- Climacoptera turgaica (Iljin) Botsch.
- Climacoptera tyshchenkoi U.P.Pratov
- Climacoptera ustjurtensis U.P.Pratov
- Climacoptera vachschi Kinzik. & U.P.Pratov
- Climacoptera zenobiae (Mouterde) Botsch.

... · 
Achyranthes · 
Aerva ·
Alternanthera ·
Amaranthus (Amarant) · 
Atriplex (Melde) · 
Axyris · 
Bassia (Zoutkruid) · 
Beta (Biet) · 
Blitum (Spiesganzenvoet) · 
Celosia · 
Chenopodium (Ganzenvoet) · 
Corispermum (Vlieszaad) · 
Dysphania · 
Halimione (Zoutmelde) · 
Halocnemum · 
Halothamnus · 
Haloxylon · 
Kochia · 
Krascheninnikovia · 
Polycnemum (Knarkruid) · 
Patellifolia · 
Ptilotus · 
Pupalia ·
Salicornia (Zeekraal) · 
Salsola (Loogkruid) · 
Spinacia · 
Suaeda · 
Traganum · 
...